# گریت د فریس
گریت د فریس (هلندی: Gerrit de Vries؛ زادهٔ ۳۰ مهٔ ۱۹۶۶) ورزشکار دوچرخه‌سواری پیست اهل هلند است.
وی در مسابقات کشوری و بین‌المللی در مجموع برندهٔ ۱ مدال طلا شده‌است.